# Axel Meyer (Autor)

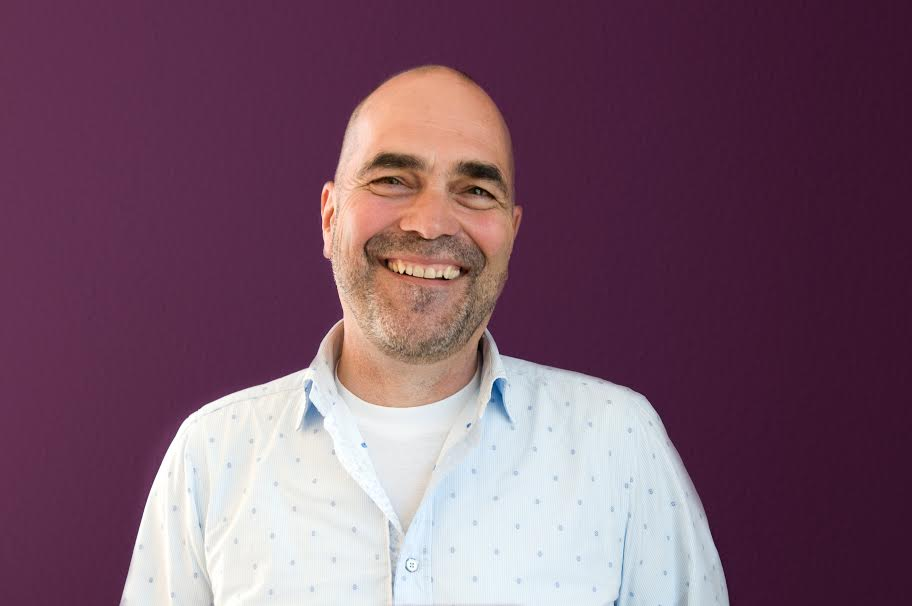
Porträt von Axel Meyer

Axel Meyer (* 14. Januar 1955 in Hannover) ist ein deutscher Sachbuchautor, Erfinder und Parfümeur. Er gilt als einer der Pioniere der Naturkosternährung in Deutschland.

## Leben und Karriere
In den 70er Jahren begann Meyer als Student, in einigen der ersten Naturkostläden in Braunschweig und Hannover Brote und Kuchen aus dem ganzen Korn zu backen. Weil Kunden ihn immer wieder nach den Rezepten fragten, schrieb er ein Backbuch. Die Kunst des Backens erschien 1979, zunächst handgeschrieben und im Eigenverlag; es gilt als das erste deutschsprachige Vollkorn-Backbuch. Bis 2016 wurden 300.000 Exemplare verkauft. 1990 und 1992 erschienen mit Fleisch adé! und Warum kein Fleisch? weitere Werke über Lebensmittel. 1991 veröffentlichte er Kleines Lexikon der Düfte und gründete die Taoasis GmbH Natur Duft Manufaktur, die naturreine Düfte für die Aromatherapie herstellt.

## Pilotprojekt "Dufte Schule"
2005 entwickelte Meyer den ersten Lernduft, Dufte Schule, der in einem Pilotprojekt in 30 Schulen in Deutschland für eine kontrollierte Klassenraum-Beduftung eingesetzt wurde, um Auswirkungen auf das Lernverhalten von etwa 1000 Schülern zu untersuchen. Der Chemiker Dietrich Wabner stand ihm für die Zusammensetzung beratend zur Seite. Meyer und der Mitverfasser der Studie, Joseph Stephan Jellinek, kamen zu dem Schluss, dass mit Naturdüften die Lernmotivation verbessert werden kann. Die Ergebnisse wurden 2010 in der Fachzeitschrift "International Journal of Clinical Aromatherapy" und dem Buch "Dufte Schule: Leichter lernen mit Duft-Essenzen" veröffentlicht.

## Werke
- Axel Meyer: Die Kunst des Backens. Samsara Verlag, Jade 1979, ISBN 978-3-926014-00-9.
- Axel Meyer: Kostproben aus der Pflanzenküche. Samsara Verlag, Auetal 1981, ISBN 978-3-88359-004-2.
- Axel Meyer: Kosmologie des Augenblicks. Samsara Verlag, Auetal 1986, ISBN 978-3-88359-008-0.
- Axel Meyer, Birgit Meyer: Zum Spaß vegetarisch. Bioverlag Gesundleben, Roßdorf 1987, ISBN 978-3-922434-99-3.
- Axel Meyer: Seiltanz auf dem Vulkan. Taoasis Verlag, Auetal 1986, ISBN 978-3-926014-04-7.
- Axel Meyer: Köstlichkeiten der Pflanzenküche. Bioverlag Gesundleben, Hopfen 1987, ISBN 978-3-926014-01-6.
- Axel Meyer: Das Axel Meyer Müslibuch. Taoasis Verlag, Auetal 1987, ISBN 978-3-926014-09-2.
- Axel Meyer: Neue Vollwert-Zaubereien. Taoasis Verlag, Auetal 1988, ISBN 978-3-926014-10-8.
- Axel Meyer: Beerenstarke Vollwertkost für Kinder. Taoasis Verlag, Auetal 1989, ISBN 978-3-926014-14-6.
- Axel Meyer: Gesund frühstücken. Heyne Verlag, München 1989, ISBN 978-3-453-03568-3.
- Axel Meyer: Fleisch ade! Goldmann Verlag, München 1990, ISBN 978-3-442-16376-2.
- Axel Meyer: Die neue Rohkost-Diät. Schlank und gesund ohne zu hungern. Taoasis Verlag, Lemgo 1990, ISBN 978-3-926014-15-3.
- Axel Meyer: Das Lexikon der gesunden Ernährung. Goldmann Verlag, München 1991, ISBN 978-3-442-16396-0.
- Axel Meyer: Kleines Lexikon der Düfte. Taoasis Verlag, Lemgo 1991, ISBN 978-3-926014-17-7.
- Axel Meyer: Vollwertkost bei Neurodermitis. Taoasis Verlag, Lemgo 1992, ISBN 978-3-926014-11-5.
- Axel Meyer: Warum kein Fleisch? Goldmann Verlag, München 1992, ISBN 978-3-442-13570-7.
- Axel Meyer (Pseudonym Alberto Verano): Düfte, die geheimen Botschaften der Natur. Taoasis Verlag, Lemgo 1992, ISBN 978-3-926014-19-1.
- Axel Meyer: Vegetarische Spezialitäten. Gräfe und Unzer, München 1992, ISBN 978-3-7742-3656-1.
- Axel Meyer: Fleisch. Oder die Folgen einer unbewussten Essgewohnheit. Taoasis Verlag, Lemgo 1993, ISBN 978-3-926014-21-4.
- Prof. Dr. Rolf Hesch, Axel Meyer, Friedhelm Beckmann, Kerstin Hesch: Hanf. Perspektiven für eine ökologische Zukunft. Taoasis Verlag, Lemgo 1997, ISBN 978-3-926014-28-3.
- Axel Meyer, Dr. Peter Wolf, Cordula Bruch: Aktive Krebstherapie und Vollwertkost. Taoasis Verlag, Aerzen 1999, ISBN 978-3-926014-13-9.
- Axel Meyer: Duftbotschaften. Taoasis Verlag, Lemgo 2006, ISBN 978-3-926014-33-7.
- Axel Meyer: Lexikon der Düfte. Taoasis Verlag, Lemgo 2007, ISBN 978-3-926014-34-4.
- Axel Meyer: Dufte Schule: Leichter lernen mit Duft-Essenzen. Kösel-Verlag, München 2010, ISBN 978-3-466-30867-5.
- Axel Meyer: Die Kunst vegan zu backen. Kosmos Verlag, Stuttgart 2014, ISBN 978-3-440-14488-6.
- Axel Meyer: Die Kunst vegan zu kochen. Kosmos Verlag, Stuttgart 2016, ISBN 978-3-440-14994-2.